# Esturjão-verde
O esturjão-verde (Acipenser medirostris) é uma espécie de esturjão nativo do Oceano Pacífico, sendo encontrado desde a China e a Rússia até o Canadá e os Estados Unidos. Tem aparência similar ao do esturjão-branco, exceto pelo fato de os seus “bigodes” se encontrarem mais próximos da boca do que da ponta do focinho longo e fino. A sua cor é verde-oliva com uma faixa de tonalidades também esverdeadas em cada um dos lados; as placas ósseas são mais claras do que o corpo. Pode chegar a 210 cm de comprimento e pesar até 160 kg.
Embora este esturjão não esteja em situação crítica no que se refere ao estado de conservação, a sua população consiste apenas de 34 mil a 166 mil adultos e sub-adultos. O número de indivíduos sexulmente maduros é desconhecido.
O esturjão-verde não está sujeito à pesca excessiva e à fragmentação de habitats que afetou outras espécies de esturjão, já que estão em vigor restrições à pesca em toda a região habitada por esta espécie nos Estados Unidos e no Canadá.
Entretanto, existem preocupações quanto ao número limitado de rios para a sua reprodução, e quanto à exiguidade de áreas para o potencial crescimento dos indivíduos. Além do mais, há várias ameaças persistentes ao seu habitat, desde a drenagem de ambientes aquáticos até os pesticidas agrícolas. Tendo em vista as características da história recente dessa espécie e o número limitado de locais de reprodução, é provável que o esturjão-verde em breve entre para a categoria das espécies ameaçadas, caso os atuais esforços para a sua preservação sejam interrompidos. Atualmente encontra-se na categoria “quase ameaçada”.